# Neoeptesicus taddeii
Neoeptesicus taddeii is een vleermuis uit het geslacht Neoeptesicus die voorkomt in de staten Paraná, Santa Catarina en São Paulo in het zuiden van Brazilië. Deze vleermuis lijkt op de veel beter bekende, iets kleinere Neoeptesicus brasiliensis; het is goed mogelijk dat exemplaren van N. taddeii geïdentificeerd zijn als N. brasiliensis en dat de werkelijke verspreiding van de soort veel groter is. De soort is genoemd naar prof. dr. Valdir António Taddei voor zijn grote bijdragen aan het onderzoek naar Neotropische vleermuizen.

## Kenmerken
N. taddeii is een middelgrote vleermuis met kleine oren. De bovenkant van het lichaam is roodbruin tot rood, de onderkant wat lichter. De naakte huid is zwart. De totale lengte bedraagt 99 tot 118 mm (gemiddeld 108 mm), de staartlengte 42 tot 54 mm (gemiddeld 48 mm), de voorarmlengte 44 tot 49 mm (gemiddeld 47 mm), de oorlengte 13 tot 18 mm (gemiddeld 16 mm) en de schedellengte 17 tot 19 mm (gemiddeld 18 mm). Vrouwtjes zijn wat groter dan mannetjes.